# Waschenbach
Waschenbach ist der kleinste Ortsteil der Gemeinde Mühltal im südhessischen Landkreis Darmstadt-Dieburg.

## Geographie
Waschenbach liegt von bewaldeten Höhenzügen umgeben, im Vorderen Odenwald im Geo-Naturpark Bergstraße-Odenwald im Granitgebiet. Es führen keine Hauptdurchgangsstraßen durch das Dorf.

## Geschichte

### Ortsgeschichte
In den historischen Dokumenten ist der Ort im Laufe der Jahrhunderte unter wechselnden Ortsnamen belegt (in Klammern das Jahr der Erwähnung): Wassenbach (1340), Wassinbach (1352), Wassenbach; Wachsenbach; Wassinbach (1. Hälfte 15. Jahrhundert), Wassenbach (1457), Waschenbach (1560) und Waschenbach (1669).
Erstmals urkundlich erwähnt wird Waschenbach im Jahre 1340.
Im 14. Jahrhundert ist Waschenbach im Besitz der Grafschaft Katzenelnbogen und wechselt im 15. Jahrhundert in den Besitz der Landgrafschaft Hessen-Darmstadt.
Ein Hinweis von 1403 auf eine Mühle meint vermutlich die Waschenbacher Mühle.
Aus historischen Dokumenten ist überliefert:
 1383 erhält der Edelknecht Johann Bach von Waschenbach von Graf Wilhelm von Katzenelnbogen Güter zu Waschenbach zum Mannlehen.
1489 belehnt Landgraf Wilhelm von Hessen den Philipp von Rohrbach mit Waschenbach.
1571 steht Waschenbach den Junkern Mosbach und Kalb zu, der Landgraf hat die Cent und hohe Obrigkeit, Gebot und Verbot.
Die Statistisch-topographisch-historische Beschreibung des Großherzogthums Hessen berichtet 1829 über Waschenbach:

„Waschenbach (L. Bez. Reinheim) luth. Filialdorf; liegt 2 1⁄2 St. von Reinheim, hat 37 Häuser und 251 Einw-, die außer 6 Kath. lutherisch sind, und unter denselben befinden sich 18 Bauern, 16 Gewerbsleute und 14 Taglöhner. Die Kalben von Reinheim und die Mosbach von Lindenfels hatten hier ein Gericht, welches später an Hessen gekommen ist. Nach diesem Dorfe nannte sich eine adelige Familie Bach von Waschenbach.“

Im Zuge der Gebietsreform in Hessen schloss sich Waschenbach freiwillig zum  1. April 1972 mit Nieder-Ramstadt zusammen. Kraft Landesgesetz kam der Ort am 1. Januar 1977 zusammen mit Nieder-Ramstadt zur Gemeinde Mühltal. Für Waschenbach wurde wie für die übrigen ehemals selbständigen Gemeinden ein Ortsbezirk mit Ortsbeirat und Ortsvorsteher nach der Hessischen Gemeindeordnung gebildet.  Sitz der Gemeindeverwaltung wurde Nieder-Ramstadt.

### Verwaltungsgeschichte im Überblick
Die folgende Liste zeigt die Staaten und Verwaltungseinheiten, denen Waschenbach angehört(e):
- vor 1479: Heiliges Römisches Reich, Grafschaft Katzenelnbogen, Obergrafschaft Katzenelnbogen
- ab 1479: Heiliges Römisches Reich, Landgrafschaft Hessen (durch Erbfall), Obergrafschaft Katzenelnbogen
- ab 1567: Heiliges Römisches Reich, Landgrafschaft Hessen-Darmstadt, Obergrafschaft Katzenelnbogen (1783: zum Amt Darmstadt (später Oberamt Darmstadt, Amt Pfungstadt))
- ab 1803: Heiliges Römisches Reich, Landgrafschaft Hessen-Darmstadt, Fürstentum Starkenburg, Amt Pfungstadt
- ab 1806: Großherzogtum Hessen,[Anm. 2] Fürstentum Starkenburg, Amt Pfungstadt[8]
- ab 1815: Großherzogtum Hessen, Provinz Starkenburg, Amt Pfungstadt
- ab 1821: Großherzogtum Hessen, Provinz Starkenburg, Landratsbezirk Reinheim[Anm. 3]
- ab 1832: Großherzogtum Hessen, Provinz Starkenburg, Kreis Dieburg
- ab 1848: Großherzogtum Hessen, Regierungsbezirk Dieburg
- ab 1852: Großherzogtum Hessen, Provinz Starkenburg, Kreis Darmstadt
- ab 1871: Deutsches Reich, Großherzogtum Hessen, Provinz Starkenburg, Kreis Darmstadt
- ab 1918: Deutsches Reich (Weimarer Republik), Volksstaat Hessen, Provinz Starkenburg, Kreis Darmstadt
- ab 1938: Deutsches Reich, Volksstaat Hessen, Landkreis Darmstadt[9][Anm. 4]
- ab 1945: Amerikanische Besatzungszone,[Anm. 5] Groß-Hessen, Regierungsbezirk Darmstadt, Landkreis Darmstadt
- ab 1946: Amerikanische Besatzungszone, Land Hessen, Regierungsbezirk Darmstadt, Landkreis Darmstadt
- ab 1949: Bundesrepublik Deutschland, Land Hessen, Regierungsbezirk Darmstadt, Landkreis Darmstadt
- ab 1972:  Bundesrepublik Deutschland, Land Hessen, Regierungsbezirk Darmstadt, Landkreis Darmstadt, Gemeinde Nieder-Ramstadt[Anm. 6]
- ab 1977: Bundesrepublik Deutschland, Land Hessen, Regierungsbezirk Darmstadt, Landkreis Darmstadt-Dieburg, Gemeinde Mühltal[Anm. 7]

### Gerichte
Die zuständige Gerichtsbarkeit der ersten Instanz war:
- 1571: Zentgericht Pfungstadt
- ab 1821: Landgericht Lichtenberg, zweite Instanz: Hofgericht Darmstadt
- ab 1848: Landgericht Reinheim (Verlegung aus Lichtenberg), zweite Instanz: Hofgericht Darmstadt
- ab 1853: Landgericht Darmstadt, zweite Instanz: Hofgericht Darmstadt
- ab 1879: Amtsgericht Darmstadt II, zweite Instanz Landgericht Darmstadt
- ab 1932: Amtsgericht Darmstadt (Zusammenlegung der Amtsgerichte Darmstadt und Darmstadt II), zweite Instanz Landgericht Darmstadt

### Einwohnerentwicklung
| • 1629: | 019 Hausgesesse          |
| • 1806: | 155 Einwohner, 27 Häuser |
| • 1829: | 251 Einwohner, 37 Häuser |
| • 1867: | 255 Einwohner, 36 Häuser |

| Waschenbach: Einwohnerzahlen von 1791 bis 2018 | Waschenbach: Einwohnerzahlen von 1791 bis 2018 | Waschenbach: Einwohnerzahlen von 1791 bis 2018 | Waschenbach: Einwohnerzahlen von 1791 bis 2018 | Waschenbach: Einwohnerzahlen von 1791 bis 2018 |
| --- | ---------------------------------------------- | ---------------------------------------------- | ---------------------------------------------- | ---------------------------------------------- |
| Jahr |                                                |                                                |                                                | Einwohner                                      |
| 1791 | 1791                                           |                                                | 143                                            | 143                                            |
| 1806 | 1806                                           |                                                | 155                                            | 155                                            |
| 1829 | 1829                                           |                                                | 251                                            | 251                                            |
| 1834 | 1834                                           |                                                | 242                                            | 242                                            |
| 1840 | 1840                                           |                                                | 250                                            | 250                                            |
| 1846 | 1846                                           |                                                | 256                                            | 256                                            |
| 1852 | 1852                                           |                                                | 232                                            | 232                                            |
| 1858 | 1858                                           |                                                | 235                                            | 235                                            |
| 1864 | 1864                                           |                                                | 229                                            | 229                                            |
| 1871 | 1871                                           |                                                | 228                                            | 228                                            |
| 1875 | 1875                                           |                                                | 234                                            | 234                                            |
| 1885 | 1885                                           |                                                | 224                                            | 224                                            |
| 1895 | 1895                                           |                                                | 224                                            | 224                                            |
| 1905 | 1905                                           |                                                | 227                                            | 227                                            |
| 1910 | 1910                                           |                                                | 259                                            | 259                                            |
| 1925 | 1925                                           |                                                | 279                                            | 279                                            |
| 1939 | 1939                                           |                                                | 269                                            | 269                                            |
| 1946 | 1946                                           |                                                | 373                                            | 373                                            |
| 1950 | 1950                                           |                                                | 385                                            | 385                                            |
| 1956 | 1956                                           |                                                | 371                                            | 371                                            |
| 1961 | 1961                                           |                                                | 456                                            | 456                                            |
| 1967 | 1967                                           |                                                | 502                                            | 502                                            |
| 1970 | 1970                                           |                                                | 526                                            | 526                                            |
| 1980 | 1980                                           |                                                | ?                                              | ?                                              |
| 1990 | 1990                                           |                                                | ?                                              | ?                                              |
| 2000 | 2000                                           |                                                | ?                                              | ?                                              |
| 2011 | 2011                                           |                                                | 615                                            | 615                                            |
| 2013 | 2013                                           |                                                | 656                                            | 656                                            |
| 2016 | 2016                                           |                                                | 610                                            | 610                                            |
| 2018 | 2018                                           |                                                | 615                                            | 615                                            |
| Datenquelle: Historisches Gemeindeverzeichnis für Hessen: Die Bevölkerung der Gemeinden 1834 bis 1967. Wiesbaden: Hessisches Statistisches Landesamt, 1968. Weitere Quellen: LAGIS; 1791; ab 2013: Website Mühltal (Webarchiv); Zensus 2011 |                                                |                                                |                                                |                                                |

### Religionszugehörigkeit
| • 1829: | 245 lutheranische (= 97,61 %) und 6 katholische (= 2,39 %) Einwohner |
| • 1961: | 374 evangelische (= 82,02 %), 65 katholische (= 14,25 %) Einwohner   |

## Politik

### Ortsbeirat
Für Waschenbach besteht ein Ortsbezirk (Gebiete der ehemaligen Gemeinde Waschenbach) mit Ortsbeirat und Ortsvorsteher nach der Hessischen Gemeindeordnung.
Der Ortsbeirat besteht aus fünf Mitgliedern. Ortsvorsteher ist Michael Reiser (parteilos).

### Wappen
Blasonierung: „In Blau, beseitet von einem rechtsgewendeten stilisierten, dreizackig bekrönten und rotbezungten Löwenkopf und einem goldenen, sechsspeichigen und mit 12 Radschaufeln versehenen Mühlrad, ein silberner Schräglinkswellenbalke.“
Das Wappen wurde der Gemeinde Waschenbach im damaligen Landkreis Darmstadt am 25. Oktober 1968 durch den Hessischen Innenminister genehmigt. Gestaltet wurde es durch den Bad Nauheimer Heraldiker Heinz Ritt.
Der Löwenkopf verweist sowohl auf die frühere Katzenellenbogige, als auch die bis heute anhaltende Hessische Zugehörigkeit Waschenbachs. Der Wellenbalken ist ein redendes Element und gemeinsam mit dem Mühlrad ein Verweis auf die Bedeutung der Waschebacher Mühle.

## Kultur und Sehenswürdigkeiten

### Bauwerke
Siehe Liste der Kulturdenkmäler in Waschenbach

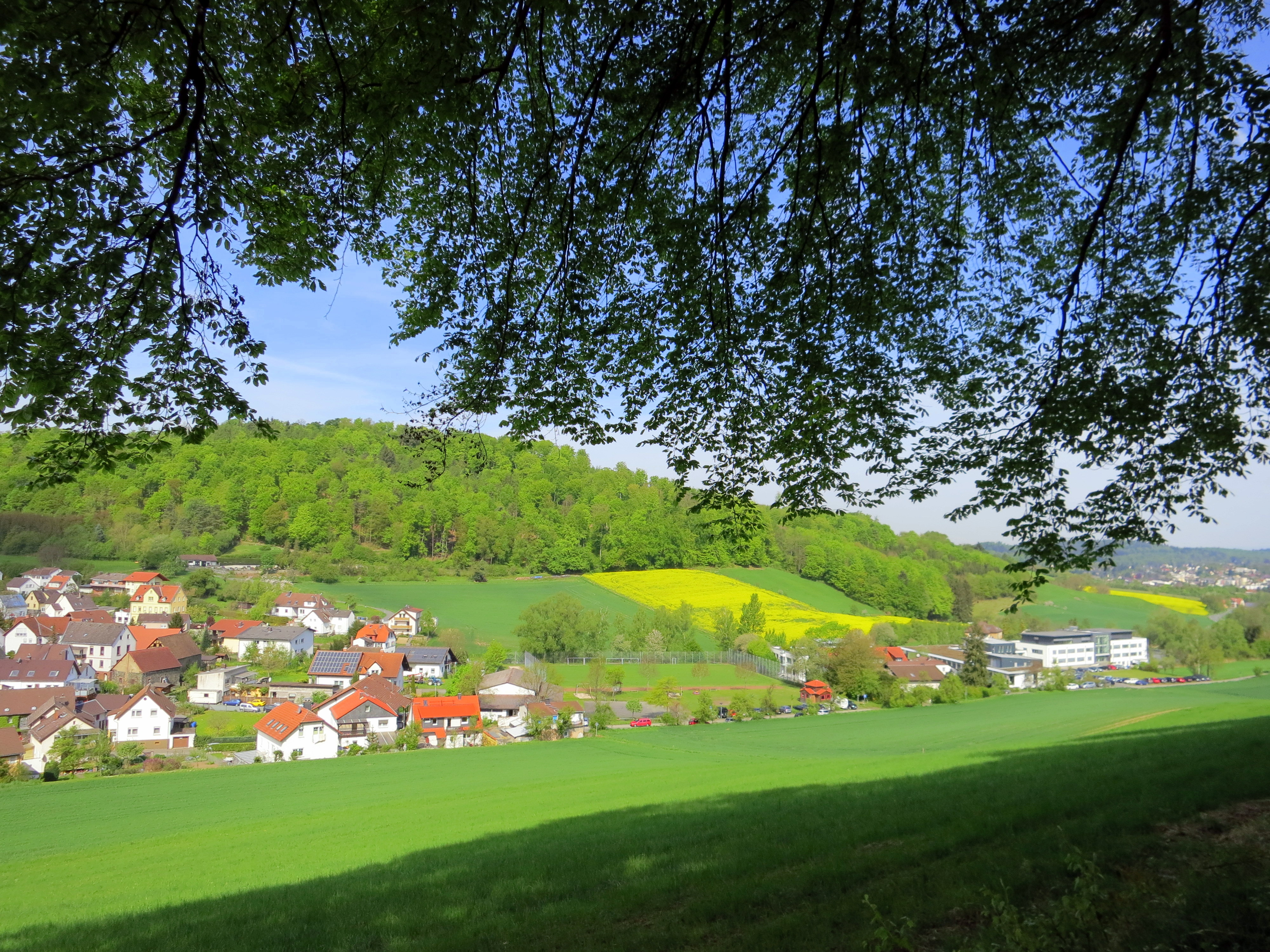
Waschenbach (2015)
Panoramablick auf Waschenbach (2016)
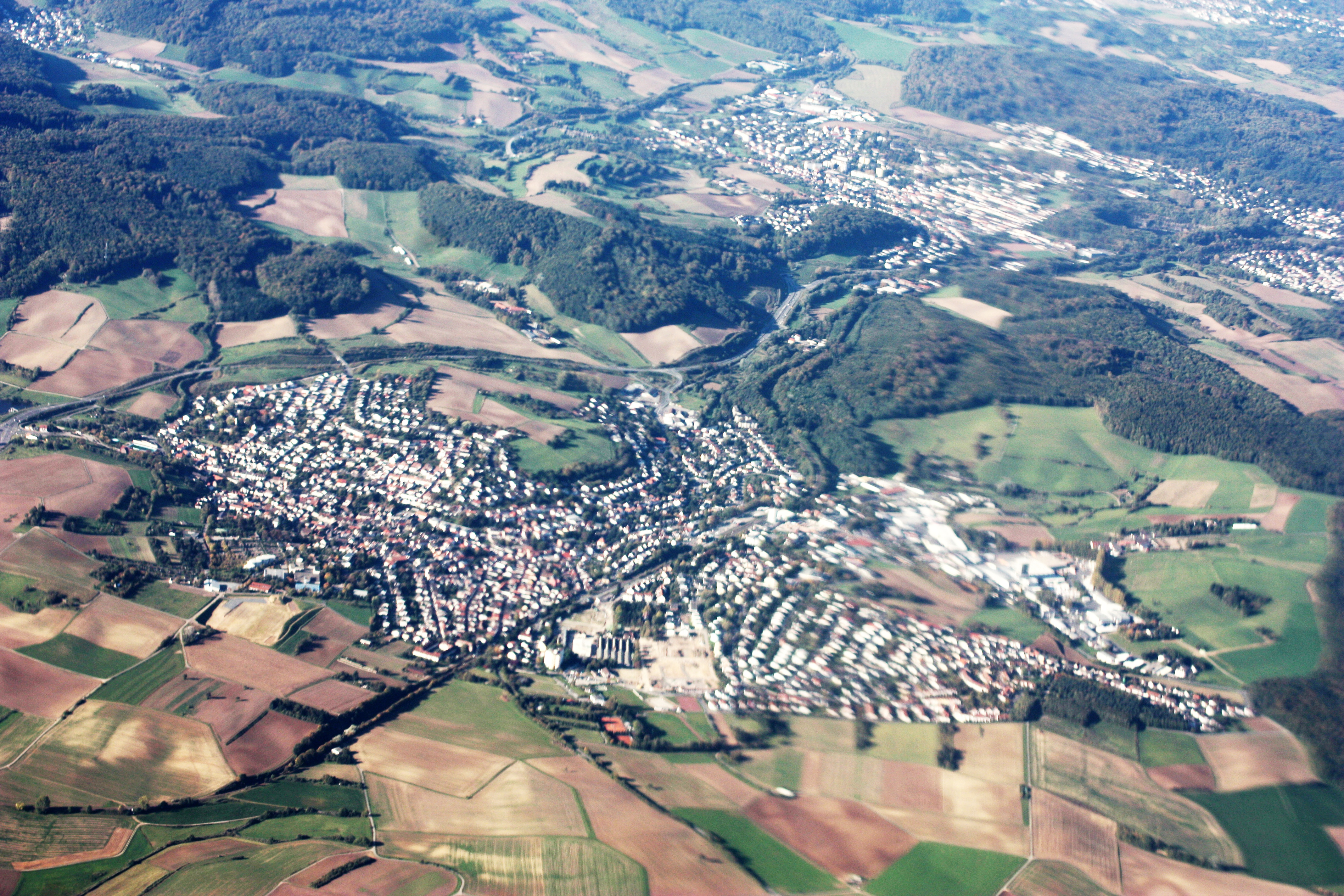
Waschenbach (ganz oben links) (2010)

### Naturdenkmale
In der Gemarkung Waschenbach liegt das geologische Naturdenkmal „Billersteine“. Ein weiteres Naturdenkmal ist der „Gipfel des Glockert“, ein Vogel- und Waldschutzgehölz.

### Regelmäßige Veranstaltungen
- August: Kerb[17]